# Adaina perplexus
Adaina perplexus là một loài bướm đêm trong họ Pterophoridae. Loài bướm đêm này được tìm thấy ở Bắc Mỹ, bao gồm Everglades. Nó cũng được ghi nhận ở Cuba và Trinidad.. Con trưởng thành có sải cánh dài 14 mm. Đầu màu nâu phấn nhạt.. Con trưởng thành bay vào tháng 1, 3, 5, 7 và 10 trong năm. 